# ホセ・フェリクス・ウリブル
ホセ・フェリクス・ベニート・ウリブル・イ・ウリブル（スペイン語: José Félix Benito Uriburu y Uriburu、1868年7月20日 - 1932年4月29日）は、アルゼンチンの軍人、政治家。「忌まわしき10年間」と呼ばれる時代の最初のアルゼンチン共和国大統領。

## 略歴
1868年、いとこ婚のホセ・ウリブルとセラフィナ・ウリブルの子として生まれる。1885年には大ブエノスアイレス都市圏にある国立陸軍大学に入学する。
その後、ルイス・サエンス・ペーニャ政権と叔父のホセ・エバリスト・ウリブル政権下で補佐を務めた。また、1905年のアルゼンチン革命では大統領・マヌエル・キンタナ側について鎮圧を行った。
1913年にはドイツとイングランドの駐在武官として滞在し、すぐに帰国した。同年5月11日に行われたサルタ州の代議員副議員を選ぶ特別選挙で当選した。

## クーデターから大統領へ
世界大恐慌に対処できないばかりか政権の汚職が目立っていたイポリト・イリゴージェン大統領率いる急進市民同盟政権に対し1930年9月6日に軍事クーデターを実行、イリゴージェンを追放・幽閉して大統領の座に就き全土に戒厳令を布告した。大統領在任中はベニート・ムッソリーニのファシスト体制に範を取った協調主義・一党制の独裁体制の確立を目指した。しかし地方選挙では急進市民同盟が勝利するなど反発も強く、保守派を中心としてマルセーロ・アルベアール政権下で防衛相を務めたアグスティン・ペドロ・フストを擁立する動きが起きると急進市民同盟を排除する格好で選挙を実施。1932年2月19日にフストへ大統領の座を明け渡すと、静養のためフランスへ渡り同地で客死した。